# Emmanuelle Dupuy
Emmanuelle Dupuy, née le 7 mai 1943 à Bourges est une syndicaliste  et féministe, membre du Mouvement pour la liberté de l'avortement et de la contraception (MLAC).

## Biographie

### Jeunesse et formation
Emmanuelle Dupuy est née à Bourges le 7 mai 1943. Ses parents sont Hélène née Baron (1899-1994), proche de l'Union des femmes françaises et du Parti communiste français, et Maxime Dupuy, ouvrier à Bourges et un temps syndiqué à la CGT. Le couple s'installe à Bourges en 1936 avec ses 10 enfants dont Emmanuelle Dupuy est la benjamine.
Elle obtient le certificat d’études primaires et étudie au lycée de jeunes filles de Bourges dont elle sort en 1961 avec le brevet d’enseignement secondaire. Elle obtient un CAP de comptabilité en 1963 et est engagée à la direction générale des impôts à Vendôme. Elle s'engage à la CFTC, puis à la CFDT. 
Elle commence à militer à la Jeunesse ouvrière chrétienne française (JOCF). Elle assume rapidement des responsabilités à l’échelon local, puis au sein de la fédération du Loir-et-Cher dont elle sera une des dirigeantes. Elle devient permanente à partir de 1966 au sein du secteur Ouest, et a la responsabilité de plusieurs départements de Normandie : le Calvados, l’Eure et l’Orne. On trouve dans son équipe de secteur Jeannine Bodogué, Élise Foulfoin et Marie-Luce Seyard. En septembre 1969, elle devient responsable nationale d’« Avenir et joie », une des branches de la JOCF, dont le rôle est d'organiser des stages et des camps de jeunes. Elle écrit  régulièrement dans le journal éponyme de ce mouvement. Elle quitte le mouvement jociste en 1971. 

### Carrière et engagement syndical à Renault
Elle est engagée comme aide comptable Régie nationale des usines Renault, ancien nom du groupe automobile Renault en 1971 et y reste près de 30 ans. Elle y crée le une branche du MLAC.
Elle prend alors ses distances avec le mouvement jociste et s'engage dans un militantisme syndical important. Elle devient déléguée du personnel de 1973 jusqu’à la fin des années 1970 et siège également au CHS-CT et à la commission culturelle du comité d’entreprise. Elle quitte la CFDT en 1987.
En parallèle, elle milite à la Ligue communiste (LC), au sein de la cellule de Billancourt, et à la Ligue communiste révolutionnaire (LCR) à partir de 1974 jusqu’en 1992. Elle suit une formation de cadre proposée par la LCR à l’école de la Quatrième Internationale à Amsterdam mais ne devient pas officiellement cadre dirigeante. Elle est employée pourtant pendant deux ans, de 1988 à 1991, comme semi permanente technique à la comptabilité de l’organisation internationale, et est également membre de la « Commission de contrôle », en 1989 et 1990, qui gère les conflits de l’organisation. 
Elle part comme volontaire en solidarité avec le Nicaragua pour un mois en 1986 et participe activement au Comité de solidarité avec le Nicaragua de 1986 à 1990.